# توکای گوادال‌کانال
توکای گوادال‌کانال (نام علمی: Zoothera turipavae)، گونه‌ای از پرندگان خانواده توکایان (Turdidae) و بومی جزایر سلیمان است. زیستگاه طبیعی آن جنگل‌های کوهستانی نمناک نیمه‌گرمسیری یا گرمسیری است.